# Schieß auf die Weißen
Schieß auf die Weißen (Originaltitel: Fear of a Black Hat) ist ein US-amerikanischer Film von Rusty Cundieff aus dem Jahr 1993. In dieser Mockumentary werden das Leben der fiktiven Gangsta-Rap-Gruppe N.W.H. und die machohafte Hip-Hop-Kultur komödiantisch beleuchtet.

## Handlung
Für ihre Abschlussarbeit begleitet die Soziologin Nina Blackburn die afroamerikanische Gangsta-Rap-Combo N.W.H. („Niggaz With Hats“, dt.: Neger mit Hüten), bestehend aus den Rappern „Ice Cold“ und „Tasty Taste“ sowie DJ „Tone Def“, die stets mit schriller Kopfbedeckung zu sehen sind. Für sie stehen Hüte für „Freiheit und Revolution“, da ihre Vorfahren als Sklaven in der prallen Sonne arbeiten mussten, und mangels Hüten zu müde zum Widerstand waren. Daher betonen sie (pseudo-)philosophisch, wie „ernst und tiefsinnig“ ihre Texte seien, obwohl sich ihre Lieder größtenteils um große Autos, spärlich bekleidete Frauen und dicke Goldketten drehen. Die größte Kontroverse gibt es um den Track Kill Whitey (Schieß auf die Weißen), durch den N.W.H. als Rassisten verrufen sind, obwohl sie beklagen, dass dies „künstlerische Meinungsfreiheit“ darstellt. Andererseits hat N.W.H. wenig Probleme, mit den meist von Weißen geführten Musiklabels ihre (angebliche) politische Einstellung zurückzustellen. Running Gags sind ihr Beef mit einer anderen Gangsta-Rap-Gruppe, den Jam Boys, und dass ihre Manager dauernd seltsame Tode sterben. Als Tasty sich in ein geldgieriges Groupie namens Cheryl verliebt, zerstreitet sich N.W.H., so dass Ice Cold sich dem Eurodance widmet, Tasty einen Diss-Track schreibt und Tone Def ein Hippie wird. Am Ende versöhnen sich die Mitglieder und gewinnen den Beef gegen die Jam Boys. Sie enttarnen, dass ihr Bandleader Faizon das Abitur gemacht hat, was unter „echten Gangstern“ eine Todsünde ist. Am Ende startet N.W.H. ein furioses Comeback.

## Rezeption
Der Film wurde u. a. von Filmkritiker Roger Ebert als Hip-Hop-Version von This Is Spinal Tap bezeichnet und steckt voller Anspielungen auf diese Subkultur. Der englischsprachige Filmname Fear of a Black Hat ist eine Parodie des Albums Fear of a Black Planet von Public Enemy, und der Bandname N.W.H. (Niggaz With Hats) ist eine der Gruppe N.W.A. (Niggaz Wit Attitudes). Aufgegriffen werden ihre ans Absurde grenzende Faszination mit Schusswaffen, und eine Szene, in der Ice Cold festgenommen wird, spielt auf die Festnahme von Rodney King an. Ebenfalls wurde die Penetranz der meist weißen Labelbesitzer karikiert, mit der sie vorspielen, die schwarzen Bürgerrechtler Malcolm X oder Marcus Garvey zu verehren. Im Film tauchen u. a. Pastiches von Salt ’n’ Pepa, Queen Latifah und MC Hammer auf, und in den N.W.H.-Musikvideos werden u. a. Run DMC, Snoop Dogg, LL Cool J, C+C Music Factory und P.M. Dawn parodiert. Hierbei gab es den durchaus branchenüblichen Sexappeal: Beim Dreh zum Videoclip des N.W.H.-Liedes Booty Juice saß Cundieff (in seiner Rolle als Ice Cold) mit zwei weiblichen Pornodarstellern in einer Badewanne.

„Man kann zwar fast spüren, dass sich der Film in sensiblen Themen zurück hält und sich wenig über die Musik selbst äußert. Aber der Film ist witzig, erfrischend und voller bösartiger kleiner Perlen.“

„Schwarzhumorige Komödie im Stil eines Dokumentarfilms. Streuladung vieler satirischer Wahrheitskörner.“